# Funes (Kolumbia)
Funes – miasto w Kolumbii, w departamencie Nariño.